# Aussperrung
Als Aussperrung bezeichnet man die vorübergehende Freistellung von Arbeitnehmern von der Arbeitspflicht durch einen Arbeitgeber in einem Arbeitskampf ohne Fortzahlung des Arbeitslohnes. Sie ist eine erlaubte mögliche Antwort der Arbeitgeberseite auf einen Streik (Abwehraussperrung) und soll die Kosten des Streiks für die Gewerkschaften erhöhen, da diese mehr Streikgelder bezahlen müssen.
Zwar gilt bereits für die Streikenden der Grundsatz „Ohne Arbeit kein Lohn“, so dass der Arbeitgeber diesen ohnehin kein Entgelt zahlen muss. Jedoch kann der Arbeitgeber mit der Aussperrung auch die Arbeitswilligen von der Arbeit ausschließen. Gewerkschaftsmitglieder würden in diesem Falle Unterstützung aus der Streikkasse erhalten. Nicht-Mitglieder stünden jedoch ohne finanzielle Absicherung da. Der Staat darf aufgrund der Tarifautonomie keine Leistungen zahlen, da dies gegen das Neutralitätsgebot verstoßen würde.
In der Praxis hat die Aussperrung in Deutschland an Bedeutung verloren. Seit der Wiedervereinigung kam diese kaum zum Einsatz. Im Februar 2020 kam es z. B. zu Aussperrungen seitens der Gilde-Brauerei, die im Arbeitskampf mit der NGG Tarifverhandlungen verhindern wollte.
Die hessische Verfassung bestimmt in Artikel 29 Absatz 5: „Die Aussperrung ist rechtswidrig.“ Dazu hat das Bundesarbeitsgericht 1988 entschieden, dass die Regelung zumindest insoweit nichtig sei, als es um suspendierende Aussperrungen geht. Deren Zulässigkeit sei dem Tarifvertragsgesetz zu entnehmen, das als Bundesrecht gemäß Artikel 31 des Grundgesetzes Vorrang genieße.

## Begriffe
Der Ausdruck ist die Eindeutschung des englischen Begriffs „Lock-out“ (nach Merriam-Webster’s: erstes Auftreten 1854) und wie die Maßnahme selbst aus dem Vereinigten Königreich übernommen worden.
Neben der Abwehraussperrung wird in der Literatur auch die Angriffsaussperrung beschrieben, in der die Arbeitgeberverbände versuchen, ihrerseits tarifvertragliche Änderungen zu bewirken.
Entsprechend der Typisierung von Streiks können auch Aussperrungen in Sympathie-, Straf-, Generalaussperrung oder nach flächenmäßigem Umfang nach Einzel-, Verbands- oder Flächenaussperrung unterschieden werden.
Eine weitere Unterscheidung ist die nach suspendierender oder lösender Aussperrung. Bei lösender Aussperrung erfolgt eine Entlassung der betreffenden Mitarbeiter, ohne dass am Ende des Arbeitskampfes das alte Arbeitsverhältnis wieder auflebt. Bei einer suspendierenden Aussperrung ruht das Arbeitsverhältnis nur und wird automatisch wieder aufgenommen.
Es wird zwischen kalter und heißer Aussperrung unterschieden.

### Heiße Aussperrung
Die heiße Aussperrung ist im deutschen Recht eine Maßnahme des Arbeitgebers im Arbeitskampf. Sie bedeutet den vorübergehenden Ausschluss mehrerer Arbeitnehmer von Beschäftigung und Lohnzahlung, also eine Einstellung der Arbeit. Sie ist in der Praxis stets eine Reaktion (Abwehrmaßnahme) auf einen Streik. Die theoretisch denkbare Angriffsaussperrung kommt praktisch nicht vor.
Die Zulässigkeit der Aussperrung ist in der rechtswissenschaftlichen und politischen Literatur umstritten, wird in der Rechtsprechung aber schon seit langem anerkannt. Dabei wird die Aussperrung grundsätzlich nur im Rahmen der Waffengleichheit (Kampfparität) gewährt.

### Kalte Aussperrung
Mit einer kalten Aussperrung wird eine Aussperrung bezeichnet, wenn ein Betrieb nicht produzieren kann, da er abhängig von einem anderen Betrieb ist, der sich in einem Zustand des Streiks und somit auch der heißen Aussperrung befindet. Dies wäre beispielsweise der Fall, wenn ein Automobilhersteller keine Autos produzieren kann, weil der Zulieferer keine Bauteile anliefert, und deshalb aussperrt.
Eine angebliche Abhängigkeit vom Zulieferer liegt dabei vor, wenn der Arbeitgeber den Arbeitnehmern anstelle einer kalten Aussperrung Beschäftigungen anweisen könnte, die auch ohne das besagte Bauteil des bestreikten Zulieferers durchführbar wären, dies aber wegen einer zu geringen erwartbaren Wertschöpfung unterlässt. Eine echte Abhängigkeit liegt vor, wenn ein Produkt ohne das Bauteil des Zulieferers nicht gefertigt werden kann und sich das halbfertige Produkt, ohne das besagte Bauteil, nicht auf Halde legen lässt und wenn es keine anderweitigen wertschöpfenden Beschäftigungsmöglichkeiten gibt.

### Argumentation der Betriebe
Kalte Aussperrungen werden damit begründet, dass eine Weiterproduktion aufgrund der fehlenden Zulieferteile nicht möglich ist.

### Argumentation der Gewerkschaften
Unter Gewerkschaften ist eine verbreitete Meinung, dass kalte Aussperrungen nicht zwingend notwendig und nur willkürliche Kampfmittel sind, um Gewerkschaften zur Streikaufgabe zu zwingen („Kostenkeule“).
Die Gewerkschaften sehen in kalten Aussperrungen ein Mittel der Arbeitgeber, die Kosten für einen Streik zu erhöhen. Bei einem Streik in einem kleinen Zulieferbetrieb, der für viele Betriebe produziert, führt eine „heiße“ Aussperrung dazu, dass in großem Maße Aussperrungen bei den nun nicht mehr belieferten Betrieben folgen. Damit werden auch diese kalt ausgesperrten Betriebe mit möglicherweise Hunderttausenden Arbeitnehmern in einen Arbeitskampf einbezogen. Ziel der Arbeitgeber sei es, so die Gewerkschaften, den Arbeitskampf schnell zu brechen, da nur für den Ursprungsbetrieb, der die heiße Aussperrung betreibt, Streikunterstützungen gezahlt werden.
Die Beschäftigten, die von der kalten Aussperrung betroffen sind, erhalten keine finanzielle Unterstützung von der Gewerkschaft oder dem Arbeitsamt und üben damit Druck auch auf die Gewerkschaften aus. Nach einer Gesetzesänderung (§ 116 AFG) im Jahr 1986 wird kalt ausgesperrten Beschäftigten kein Kurzarbeitergeld mehr gezahlt.

### Änderung des § 116 AFG
Zunehmende Auslagerung von Teilaufgaben (Outsourcing) erhöhte in den 1970er und 1980er Jahren die Abhängigkeit der Unternehmen von ihren Lieferanten. Erklärte Strategie der Gewerkschaften Anfang der 1980er war daher, durch Schwerpunktstreiks in ausgewählten Zuliefererbetrieben ganze Industriezweige lahmzulegen und die eigene Streikkasse durch die geringe Zahl der Streikenden zu schonen. Die Arbeitgeber reagierten auf diese Strategie mit umfangreichen „kalten“ Aussperrungen der Betriebe, die mangels Vorprodukten nicht mehr arbeiten konnten.
Die von diesen Aussperrungen betroffenen Mitarbeiter erhielten im Regelfall aufgrund des Arbeitsförderungsgesetzes während der Aussperrung Arbeitslosengeld. Damit war die Neutralität der Bundesanstalt für Arbeit nach Meinung der Regierung gefährdet. Aufgrund dessen wurde (gegen den Widerstand von SPD und Gewerkschaften) 1986 durch den Bundestag durch das „Gesetz zur Sicherung der Neutralität der Bundesanstalt für Arbeit bei Arbeitskämpfen“ der § 116 AFG neu gefasst. Seit dieser Gesetzesänderung ist eine Zahlung von Arbeitslosengeld an „kalt“ ausgesperrte Arbeitnehmer nur unter sehr erschwerten Bedingungen möglich. Das Bundesverfassungsgericht erklärte in einem Urteil vom 4. Juli 1995 diese Regelung für zulässig.
Die Regelung des § 116 AFG wurde mit der Einordnung des Arbeitsförderungsrechts in das Sozialgesetzbuch zum 1. Januar 1998 in § 146 SGB III ohne inhaltliche Änderungen übernommen. Seit dem 1. April 2012 wird das Ruhen des Arbeitslosengeldes bei Arbeitskämpfen in § 160 SGB III geregelt. Die Vorschrift wurde lediglich zur sprachlichen Gleichbehandlung von Frauen und Männern angepasst.

## Häufigkeit und Umfang von Aussperrungen

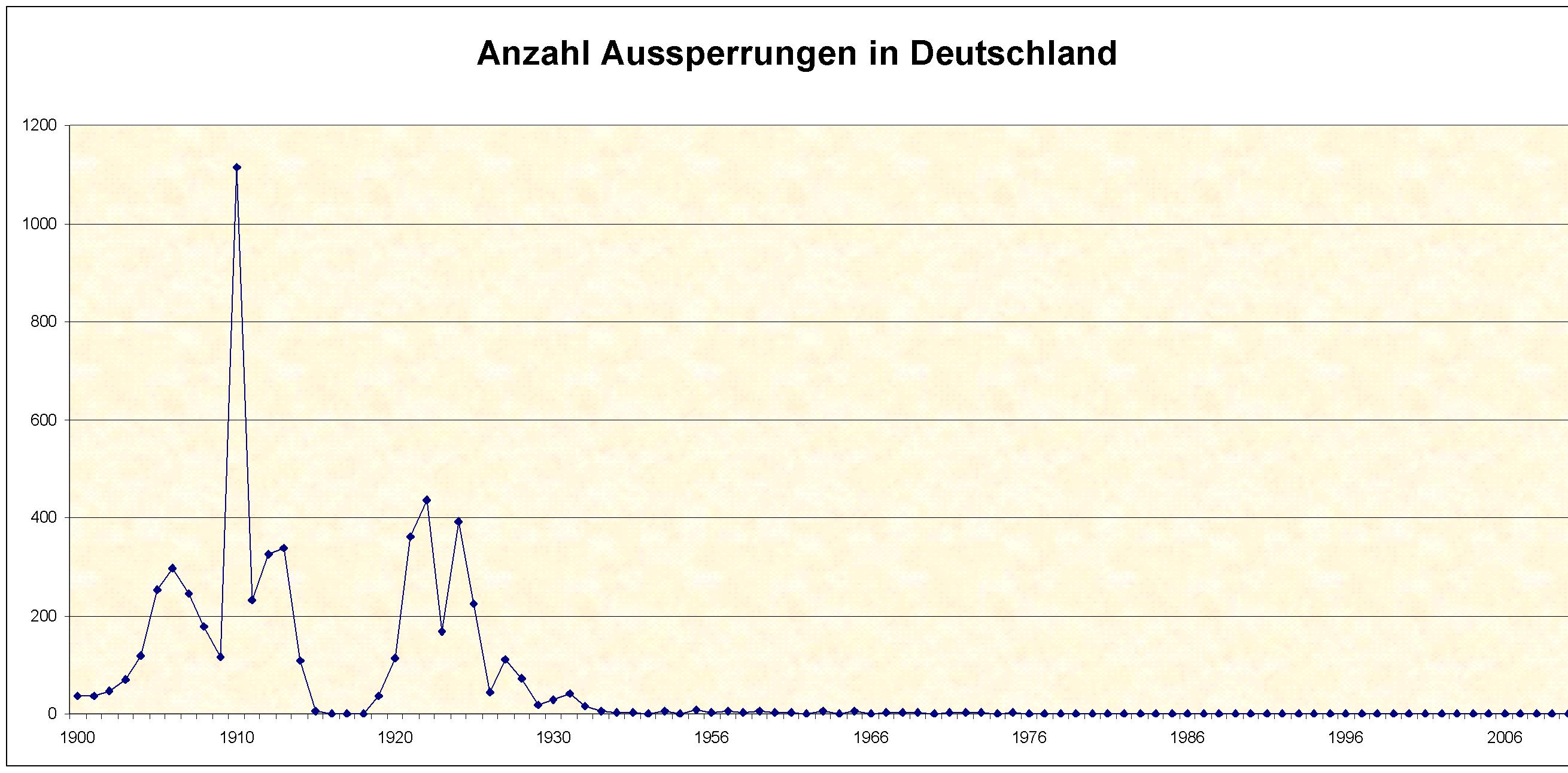
Anzahl Aussperrungen in Deutschland 1900 bis 2009

Der Umfang und die Häufigkeit von Aussperrungen änderte sich je nach Epoche. Im deutschen Kaiserreich waren Aussperrungen ein vielfach angewendetes Mittel des Arbeitskampfes. Die im Vergleich zu späteren Jahren hohe absolute Zahl von Aussperrungen (und Streiks) erklärt sich daraus, dass zu dieser Zeit Arbeitskämpfe überwiegend auf Unternehmensebene geführt wurden. Entsprechend war die Zahl der Betroffenen je Aussperrung vergleichsweise gering.
In der Weimarer Republik weiteten sich die Arbeitskämpfe auf Branchen und Regionen aus. Damit verbunden war ein starker Anstieg der Zahl der Betroffenen. Den Höhepunkt weist die Statistik im Jahr 1924 aus, in dem 976.936 Personen in 11.003 Betrieben von insgesamt 392 Aussperrungen betroffen waren und dadurch 22.775.774 Arbeitstage ausfielen.
In der Bundesrepublik Deutschland findet das Instrument der Aussperrung nur noch vereinzelt Anwendung. Lediglich in den Arbeitskämpfen der Jahre 1963, 1971 und 1976 waren Arbeitnehmer in größerem Umfang von Aussperrungen betroffen.
In der Zeit des Nationalsozialismus und in der Deutschen Demokratischen Republik waren Aussperrungen (und Streiks) verboten.
| Zeitraum  | Zahl der Aussperrungen | Zahl der Ausgesperrten (in Tausend) |
| --------- | ---------------------- | ----------------------------------- |
| 1900–1909 | 1396                   | 425                                 |
| 1910–1919 | 2159                   | 553                                 |
| 1920–1929 | 1945                   | 2719                                |
| 1930–1932 | 86                     | 60                                  |
| 1949      | 4                      | 22                                  |
| 1950–1959 | 34                     | 37                                  |
| 1960–1969 | 25                     | 307                                 |
| 1970–1979 | 14                     | 678                                 |
| 1980–1989 | 1                      | 172                                 |
| 1990–1999 | 0                      | 0                                   |
| 2000–2009 | 0                      | 0                                   |

Im Vergleich zu Streiks sind Aussperrungen wesentlich seltener, dauern aber länger und betreffen mehr Beschäftigte.

## Geschichte
Bis in die zweite Hälfte des 19. Jahrhunderts hinein spielten Aussperrungen keine große Rolle. Instrumente der Arbeitgeber in Arbeitskämpfen waren stattdessen Schwarze Listen, Streikfonds sowie die Entlassungen der Streikenden und Neueinstellungen. Ab den 1870er Jahren sind erste Aussperrungen überliefert. Voraussetzung war die Bildung von Arbeitgeberverbänden. Aussperrungen wurden vor allem bei prinzipiellen Fragen und der Forderung nach Allgemeinverbindlichkeit von Tarifverträgen vorgenommen.
Eine erste große Aussperrung fand ab Februar 1873 statt. Im Tarifkonflikt in der Druckindustrie (die Setzer wurden nach der kalkulatorischen Länge des gesetzten Textes bezahlt. Strittig war die Kalkulation: Die Gewerkschaft forderte die Anwendung der realen Breite der Buchstaben, die Arbeitgeber wollten einheitlich die Breite des „n“ ansetzen) wurde der erste reichsweite allgemeinverbindliche Tarifvertrag erstreikt. In diesem Konflikt erfolgte die Aussperrung aller gewerkschaftlich organisierten Buchdruckergesellen. Dennoch gelang es den Gewerkschaften am 5. März 1873 den gewünschten Tarifvertrag zu erreichen.
Die Maiaussperrungen waren eine mehrfach vorkommende Strafaussperrung im Zusammenhang mit dem Gedenktag des Ersten Mai: 8000 Hafenarbeiter, die Teilnehmer der Feier am 1. Mai 1890 waren, wurden durch eine Strafaussperrung vom 2. bis 11. Mai sanktioniert. Auch in den Folgejahren wurde gleichartig vorgegangen. So erhielten im Folgejahr 1891 Hamburger Kupferschmiede „die üblichen 6-8 Tage“.
Nach dem Ende des Sozialistengesetzes 1890 stieg die Zahl der Streiks stark an. Entsprechend stieg auch die Zahl der Aussperrungen, diese waren aber weiter auf grundsätzliche Themen konzentriert und der Schwerpunkt lag darauf, gewerkschaftliche Organisation in den Betrieben zu vermeiden. Mit dem Jahr 1903 begann eine Welle von Aussperrungen, die 1905 einen Gipfel erreichte. Nachdem die Versuche, die Organisation der Gewerkschaften zu verhindern, wenig erfolgreich waren und die SPD Zuwächse erreichte, änderten die Arbeitgeber die Strategie: Kleinere Arbeitsniederlegungen wurden sofort mit Aussperrungen beantwortet, um die Gewerkschaften in die Knie zu zwingen. Die letzte große Aussperrung im Kaiserreich war der Tarifkonflikt im Bauarbeitergewerbe 1910.

## Situation in der Schweiz
Durch die schweizerische Bundesverfassung wird das Recht zur Aussperrung in Art. 28 Abs. 3 BV verankert. Eine rechtmäßige Aussperrung setzt danach zweierlei voraus: Die Aussperrung muss die Arbeitsbeziehung betreffen und zudem dürfen keine Verpflichtungen entgegenstehen, den Arbeitsfrieden zu wahren oder Schlichtungsverhandlungen zu führen. Das Aussperrungsrecht ist systematisch gesehen ein Teilgehalt des Grundrechts der Koalitionsfreiheit nach Art. 28 BV.

## Rechtsprechung
- BAG vom 28. Januar 1955, AP Nr. 1 zu Art. 9 GG Arbeitskampf
- BAG vom 21. April 1971, AP Nr. 43 zu Art. 9 GG Arbeitskampf
- BAG vom 10. Juni 1980, AP Nr. 65 zu Art. 9 GG Arbeitskampf
- BAG vom 26. April 1988, AP Nr. 84 zu Art. 9 GG Arbeitskampf
- BAG vom 26. April 1988, AP Nr. 101 zu Art. 9 GG Arbeitskampf
- BAG vom 7. Juni 1988, AP Nr. 107 zu Art. 9 GG Arbeitskampf
- BVerfG vom 26. Juni 1991, AP Nr. 117 zu Art. 9 GG Arbeitskampf
- BAG vom 11. August 1991, AP Nr. 124 zu Art. 9 GG Arbeitskampf
- BAG vom 27. Juni 1995, DB 1996, 143 zu Art. 9 GG Arbeitskampf